# Rubén León
Rubén León Pacheco (Caracas, 6 de febrero de 1966) es un actor de doblaje y teatro venezolano, que se hizo muy conocido luego de haber interpretado por primera vez la voz del icónico villano de la franquicia de Batman, el Guasón (el Joker en inglés), en la serie animada de 1992. Desde entonces ha doblado la voz de este personaje en distintas series y películas animadas de DC Comics producidas posteriormente, además de dar voz a personajes como El Demonio de Tazmania de los Looney Tunes y El Chimpancé Darwin de Los Thornberrys, entre otras series, programas y películas. A partir de 1978 y con doce años estudió teatro en Caracas, y su carrera en la industria del doblaje comenzó a los 22 años con la empresa venezolana Etcétera Group. En 2017 se ve obligado a renunciar a su trabajo en las empresas de doblaje Etcétera Group y Vidaudio por cuestiones económicas. Esto generó una gran controversia, particularmente en las redes sociales, ya que sus seguidores entendieron que al renunciar a la empresa que había sido la encargada de doblar al español las producciones animadas de DC durante muchos años, Rubén León ya no podría volver a interpretar la voz del Guasón.

## Doblajes

### Películas Animadas

#### Mark Hamill
- 1993 Batman: la máscara del fantasma. Estudio de Producción: Warner Bros. Animation y DC Comics - Personaje: El Guasón[3]
- 2000 Batman del futuro: El regreso del Joker. Estudio de Producción: Warner Bros. Animation y DC Comics - Personaje: El Guasón[3]
- 2016 Batman: La Broma Mortal. Estudio de Producción: Warner Bros. Animation y DC Comics - Personaje: El Guasón[3]

#### Kevin Michael Richardson
- 2005 Batman vs. Drácula. Estudio de Producción: Warner Bros. Animation y DC Comics - Personaje: El Guasón[3]

#### Michael Emerson
- 2012 Batman: Regreso del caballero oscuro - Parte 1. Estudio de Producción: Warner Bros. Animation y DC Comics - Personaje: El Guasón[3]
- 2013 Batman: Regreso del caballero oscuro - Parte 2. Estudio de Producción: Warner Bros. Animation y DC Comics - Personaje: El Guasón[3]

#### Troy Baker
- 2014 Batman: Ataque a Arkham. Estudio de Producción: Warner Bros. Animation y DC Comics - Personaje: El Guasón[3]
- 2015 Batman Ilimitado: Caos de Monstruos. Estudio de Producción: Warner Bros. Animation y DC Comics - Personaje: El Guasón[3]

#### John DiMaggio
- 2010 Batman: El Misterio de Capucha Roja. Estudio De Producción: Warner Bros. Animation y DC Comics - Personaje: El Guasón

#### Christopher Corey Smith
- 2013 LEGO Batman Héroes del Universo DC Unidos. Estudio De Producción: LEGO, Warner Premiere, DC Comics y Traveller's Tales Animation - Personaje: El Guasón
- 2014 Lego DC Comics: Batman Be-Leaguered. Estudio De Producción: LEGO, Warner Premiere, DC Comics y Traveller's Tales Animation - Personaje: El Guasón
- 2015 Lego DC Comics Super Heroes: Justice League: Attack of the Legion of Doom. Estudio De Producción: Warner Bros. Animation y DC Comics - Personaje: El Guasón

#### Otros actores
- 2008 Batman: El Caballero de Gotham. Estudio de producción: Warner Bros. Animation y DC Comics - Personaje: El Ruso
- 2014 El Hijo de Batman. Estudio de producción: Warner Bros. Animation y DC Comics.

## Películas
- Cheila, una casa pa' maita (2009)
- La virgen negra (2008)
- Brecha en el silencio (2012)